# Булгаково (Бузулуцький район)
Булга́ково (рос. Булгаково) — село у складі Бузулуцького району Оренбурзької області, Росія.

## Населення
Населення — 85 осіб (2010; 133 у 2002).
Національний склад (станом на 2002 рік):
- росіяни — 95 %